# Precambrià
El Precambrià és el supereó no oficial que precedeix l'eó Fanerozoic. Comprèn el temps des de la formació de la Terra fa 4.500 milions d'anys fins a l'evolució de fòssils macroscòpics de closca dura en abundància, que marca l'inici del cambrià, el primer període geològic de la primera era del Fanerozoic, fa uns 542 milions d'anys.
Les roques precàmbriques són principalment ígnies i metamòrfiques. Al crató de Kaapvaal (Sud-àfrica), al crató de Pilbara (Austràlia Occidental) i a Sud-amèrica a la zona coneguda com a escut guaianès i a Groenlàndia es troben les roques terrestres més antigues datades a 3800 milions d'anys aproximadament.

## Vista general
Es coneix ben poc sobre el Precambrià, malgrat que representa unes set vuitenes parts de la història de la Terra, i pràcticament tot el que se'n sap ha estat descobert a les últimes quatre o cinc dècades. El registre fòssil del precambrià és pobre, i els pocs fòssils que s'hi troben (com ara els estromatòlits) tenen una utilitat limitada per la bioestratigrafia. Moltes roques precambrianes han sofert una metamorfosi, cosa que n'amaga els orígens, mentre que les altres o bé han estat destruïdes per l'erosió o bé romanen enterrades a sota dels estrats fanerozoics.
Es creu que la Terra es formà a partir de l'acumulació de material en òrbita solar fa uns 4.500 milions d'anys i podria haver impactat amb un planetesimal de la mida del planeta Mart poc després de la seva formació, expulsant material que més tard s'uniria formant la Lluna (vegeu teoria de l'impacte gegant). Sembla que l'escorça terrestre ja era estable fa 4.400 milions d'anys, ja que els cristalls de zirconi trobats a l'oest d'Austràlia han estat datats de fa 4.404 milions d'anys.
El terme «Precambrià» és una mica obsolet, però encara se l'utilitza habitualment en els àmbits de geologia i paleontologia. Durant un curt temps, també se l'anomenà «criptozoic». Sembla probable que tard o d'hora sigui substituït pels termes «proterozoic», «arqueà» i «hadeà» i es converteixi en un terme obsolet (vegeu Taula dels temps geològics). De vegades es descriu també com un a supereó, però també és un terme informal, no definit per l'ICS a la seva guia cronoestratigràfica.

## Canvis geològics
| ⇦ PRECAMBRIÀ ⇨ |                    |                        |                        |                                                                                               |
| Supereó        | Eó                 | Era                    | Període                | EGL                                                                                           |
| Precambrià     | Proterozoic        | Neoproterozoic         | Ediacarià (~ 635 Ma)   | Estratotip Global de Límit: Secció d'Enorama Creek (Carena de Flinders, Austràlia Meridional) |
| Precambrià     | Proterozoic        | Neoproterozoic         | Criogenià (850 Ma)     | Datació cronomètrica                                                                          |
| Precambrià     | Proterozoic        | Neoproterozoic         | Tonià (1.000 Ma)       | Datació cronomètrica                                                                          |
| Precambrià     | Proterozoic        | Mesoproterozoic        | Estenià (1.200 Ma)     | Datació cronomètrica                                                                          |
| Precambrià     | Proterozoic        | Mesoproterozoic        | Ectasià (1.400 Ma)     | Datació cronomètrica                                                                          |
| Precambrià     | Proterozoic        | Mesoproterozoic        | Calimmià (1.600 Ma)    | Datació cronomètrica                                                                          |
| Precambrià     | Proterozoic        | Paleoproterozoic       | Estaterià (1.800 Ma)   | Datació cronomètrica                                                                          |
| Precambrià     | Proterozoic        | Paleoproterozoic       | Orosirià (2.050 Ma)    | Datació cronomètrica                                                                          |
| Precambrià     | Proterozoic        | Paleoproterozoic       | Riacià (2.300 Ma)      | Datació cronomètrica                                                                          |
| Precambrià     | Proterozoic        | Paleoproterozoic       | Siderià (2.500 Ma)     | Datació cronomètrica                                                                          |
| Precambrià     | Arqueà             | Neoarqueà (2.800 Ma)   | Neoarqueà (2.800 Ma)   | Datació cronomètrica                                                                          |
| Precambrià     | Arqueà             | Mesoarqueà (3.200 Ma)  | Mesoarqueà (3.200 Ma)  | Datació cronomètrica                                                                          |
| Precambrià     | Arqueà             | Paleoarqueà (3.600 Ma) | Paleoarqueà (3.600 Ma) | Datació cronomètrica                                                                          |
| Precambrià     | Arqueà             | Eoarqueà (4.000 Ma)    | Eoarqueà (4.000 Ma)    | Datació cronomètrica                                                                          |
| Precambrià     | Hadeà (~ 4.600 Ma) |                        |                        |                                                                                               |

En aquest temps es van produir els esdeveniments següents: formació de la litosfera, hidrosfera, l'atmosfera, l'origen i l'evolució primerenca de la terra.
El material més antic que es coneix al planeta Terra té una edat que oscil·la entre els 4.100 i els 4.200 milions d'anys d'antiguitat i correspon a uns grans de mineral de zircó. Però alguns meteorits, que es considera que es van formar al mateix temps que la terra, permeten assignar a la terra una edat de 4.550 milions d'anys.
En escalfar-se la Terra, el vulcanisme va expulsar vapor d'aigua i diòxid de carboni a l'atmosfera primitiva (protoatmosfera), que estava a més composta per gasos reductors, com l'amoníac. No obstant això, faltava totalment l'oxigen.
El vapor d'aigua es va acumular a l'atmosfera fins que la temperatura terrestre va baixar per sota dels 100 °C, fa uns 3800 milions d'anys, i aleshores es van solidificar les primeres roques. D'aquesta mateixa època hi ha indicis d'una primera coberta líquida (oceà primigeni), en precipitar el vapor d'aigua a l'escorça terrestre i començar a acumular-se sals.
Els primers nuclis continentals, anomenats cratons, es movien sobre un mantell calent i xocaven entre si. Les col·lisions d'aquests nuclis primitius van plegar la Terra i van formar les primeres muntanyes.
Les agrupacions de tots els cratons en un únic continent, es va produir tres vegades durant el Proterozoic.
Durant el transcurs de l'eó proterozoic van ocórrer dos grans orogènies, l'última de les quals coincideix amb una gran glaciació (període de refredament mundial, amb nevades, avanç de glaceres a les muntanyes i engrossiment de la capa de gel als mars freds).
Un cop aconseguida una estabilitat tant cortical (escorça prou espessa, diferenciada i rígida), com atmosfèrica (desaparició d'amoníac, metà, àcid sulfhídric, etc., i reemplaçament per oxigen i nitrogen), des de fa uns 2.500 milions d'anys, el clima de la terra es va estabilitzar i ja estava preparat l'escenari per a la proliferació i l'evolució de la vida.

### Primera escorça continental
La primera escorça continental es va formar a partir del mantell superior terrestre en un període que oscil·la entre els 3.800 i els 2.800 milions d'anys d'antiguitat. Es va formar andesita i basalt, sent molt nombroses les intrusions granítiques.
Els científics creuen que aquesta escorça continental primitiva, rica en silicats d'alumini, era més fina, més calenta i discontínua que l'escorça actual.
A les zones constituïdes per aquesta primera escorça, se'ls denomina escuts, i formen el nucli dels actuals continents. En algun d'ells arriben a constituir la major part, com en el cas del continent Amèrica del Nord al Massís Guaianès o a les Serres de Ventania i al continent africà. Els escuts més antics són els d'Àfrica i Groenlàndia, amb una edat que pot arribar fins als 3.500 milions d'anys d'antiguitat.
És probable que al final del precambrià es donés una dinàmica de plaques similar a l'actual.

## Organismes precambrians

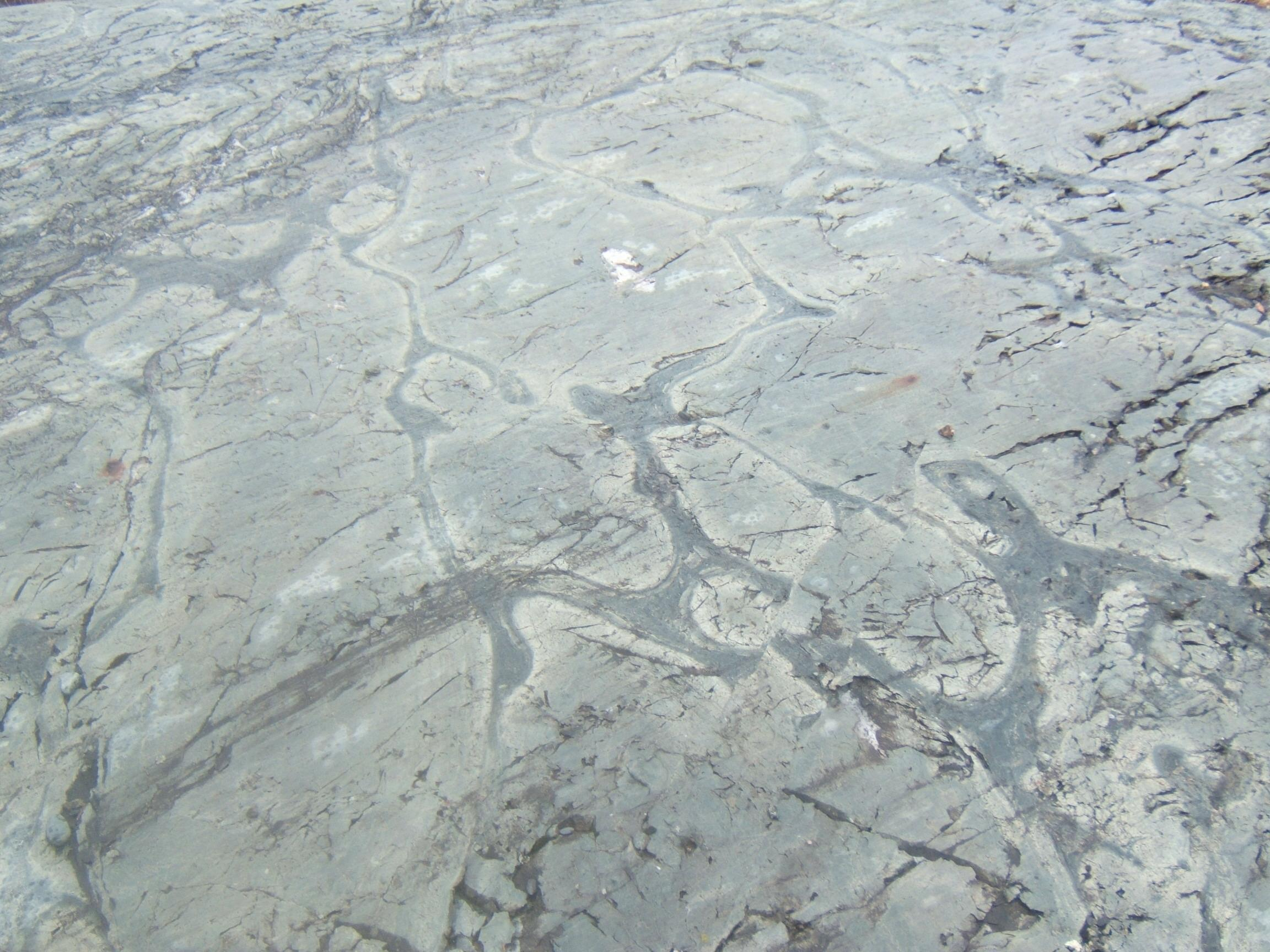
Lava encoixinada del Precambrià meteoritzat al Cinturó de pedra verda de Temagami de l'Escut canadenc

No se sap amb certesa quan sorgí la vida, però el carboni trobat en unes roques de 3.800 milions d'anys d'antiguitat a l'oest de Groenlàndia podria ser d'origen orgànic. S'han trobat bacteris de més de 3.460 milions d'anys ben preservats a Austràlia Occidental. En aquesta zona s’han trobat fòssils de 100 milions d’anys més antics. No obstant això, hi ha proves que la vida podria haver evolucionat fa més de 4.280 milions d’anys. A partir d'aquesta data, el registre fòssil del Precambrià es torna bastant abundant.
Deixant de banda algunes instàncies no verificades de formes molt més antigues de Texas i l'Índia, les primeres formes multicel·lulars complexes semblen haver aparegut fa uns 600 milions d'anys. Es coneix una col·lecció bastant diversa de formes de cossos tous a partir d'uns quants jaciments arreu del món. Reben el nom d'«organismes ediacarians». Les criatures amb closques dures aparegueren cap al final d'aquest període.
Fa uns 544 milions d'anys aparegué una col·lecció de formes amb molta diversitat, començant al Precambrià més tardà amb una «petita fauna amb closca» i acabant al Cambrià inferior amb una «fauna de Burgess» molt diversificada i bastant moderna. Aquesta ràpida radiació es coneix com a «explosió cambriana».

### L'aparició de la vida
La hipòtesi del món de l'ARN afirma que l'ARN va evolucionar abans que les proteïnes codificades i els genomes d'ADN. Durant l'Eó Hadeà (4.567–4.031 Ma) hi havia abundants microambients geotèrmics que podrien haver tingut el potencial de suportar la síntesi i la replicació de l'ARN i, per tant, possiblement l'evolució d'una forma de vida primitiva. Es va demostrar que els sistemes de roques poroses que comprenien interfícies aire-aigua escalfats podrien permetre la replicació de l'ARN catalitzada pels ribozims de les cadenes de sentit i antisentit que es podria seguir per la dissociació de cadenes, permetent així la síntesi combinada i l'alliberament, i plegament de ribozims actius. Aquest sistema replicatiu d'ARN primitiu també pot haver estat capaç de patir un canvi de cadena de plantilla durant la replicació (recombinació genètica) com se sap que es produeix durant la replicació de l'ARN dels coronavirus existents.

## El medi ambient i la catàstrofe de l'oxigen
El coneixement que es té dels moviments tectònics del Precambrià és bastant confús. El primer supercontinent conegut va ser Vaalbara. Es va formar a partir de protocontinents i va ser un supercontinent fa 3.636 milions d'anys. Vaalbara es va separar fa 2.845–2.803 Ga. El supercontinent Kenorland es va formar fa 2,72 Ga i després es va trencar en algun moment després de 2.45–2.1 Ga als cratons del protocontinent anomenat Laurència, Bàltica, crató de Yilgarn i Kalahari. El supercontinent Columbia, o Nuna, es va formar fa 2.100-1.800 milions d'anys i es va trencar fa uns 1.300-1.200 milions d'anys. Generalment es creu que la majoria de les masses continentals de la Terra es fusionà en un únic supercontinent fa uns 1.000 milions d'anys. El supercontinent, conegut com a Rodínia, es fragmentà fa uns 600 milions d'anys. Hi hagué uns quants períodes glacials que començaren tan aviat com l'huronià, fa uns 2.200 milions d'anys. El més estudiat és la glaciació esturtiana-varangiana, que podria haver portat les glaceres fins al mateix equador, creant una «Terra bola de neu».
L'atmosfera de la Terra primitiva no està ben estudiada, però es creu que estava plena de gasos reductors, amb molt poc oxigen lliure. El jove planeta tenia una coloració rogenca, i es creu que els seus mars eren de color verd oliva. Sembla que els oceans tingueren molts materials amb òxids insolubles durant centenars de milions d'anys després de la formació de la Terra.
Quan les formes de vida desenvoluparen la fotosíntesi, començà a produir-se oxigen en grans quantitats, que va causar una crisi ecològica anomenada «la catàstrofe de l'oxigen». L'oxigen quedà immediatament atrapat en reaccions químiques, especialment amb ferro, fins que les superfícies oxidables s'exhauriren. Després d'això, es desenvolupà l'atmosfera moderna rica en oxigen. Les roques més antigues contenen formacions de ferro bandat que es degueren dipositar quan el ferro i l'oxigen es combinaren per primera vegada.

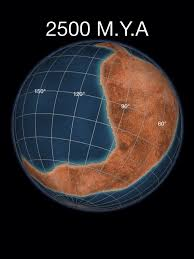
Mapa del supercontinent Kenorland fa 2.500 milions d'anys
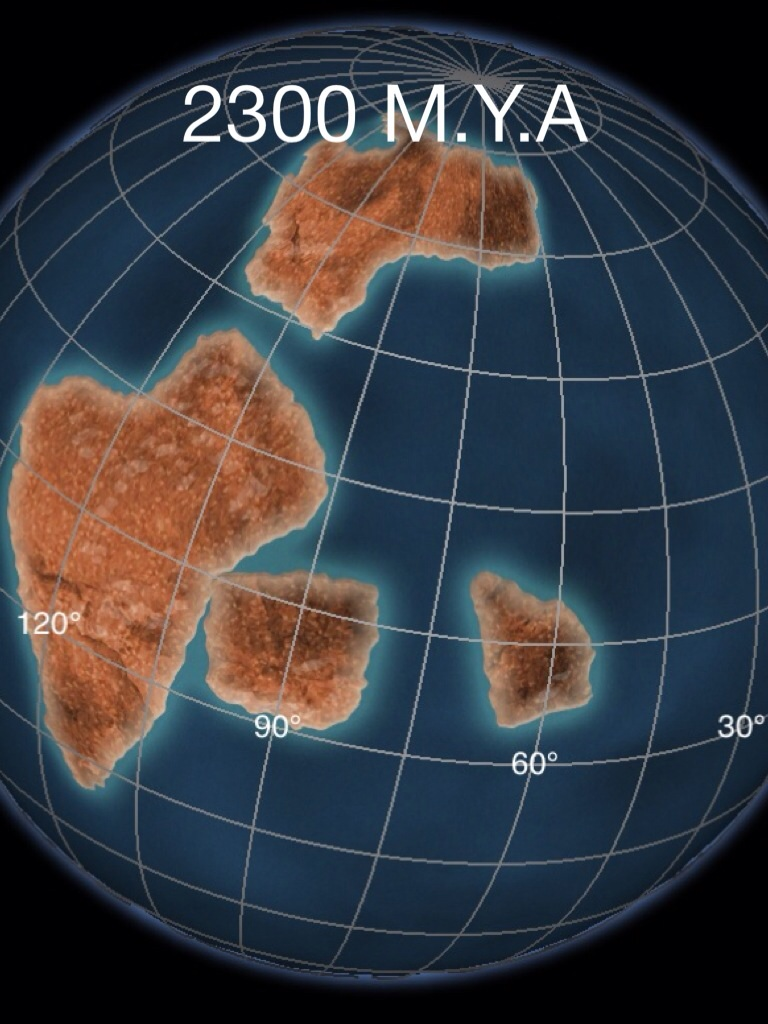
El mapa de Kenorland es va trencar fa 2.300 milions d'anys
El supercontinent Columbia fa uns 1.600 milions d'anys
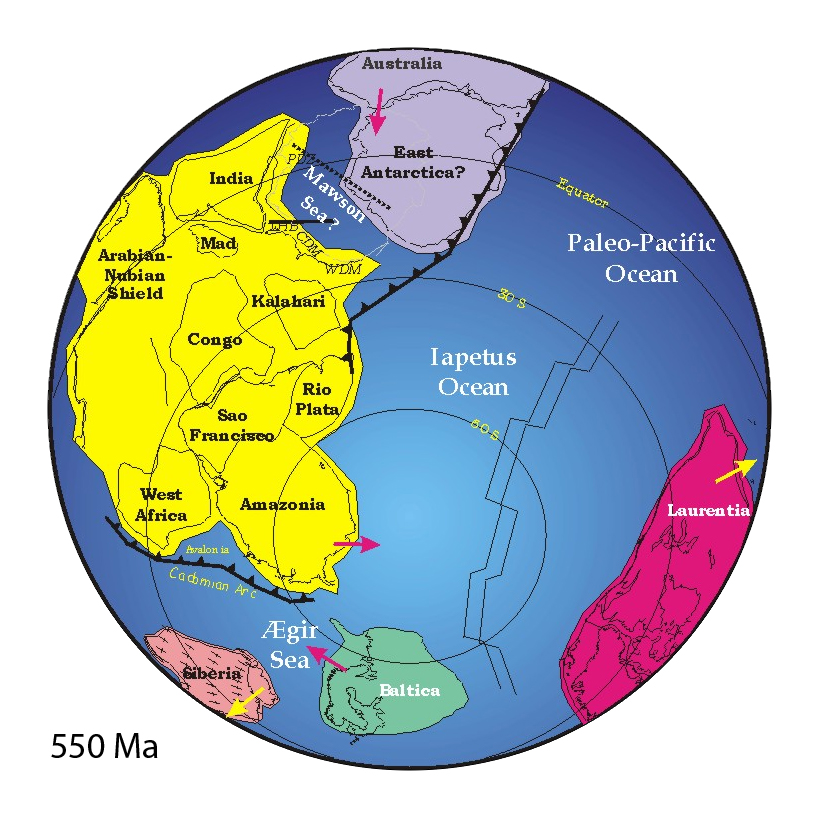
Posicions de la massa terrestre prop del final del Precambrià